# Julius Ludowieg

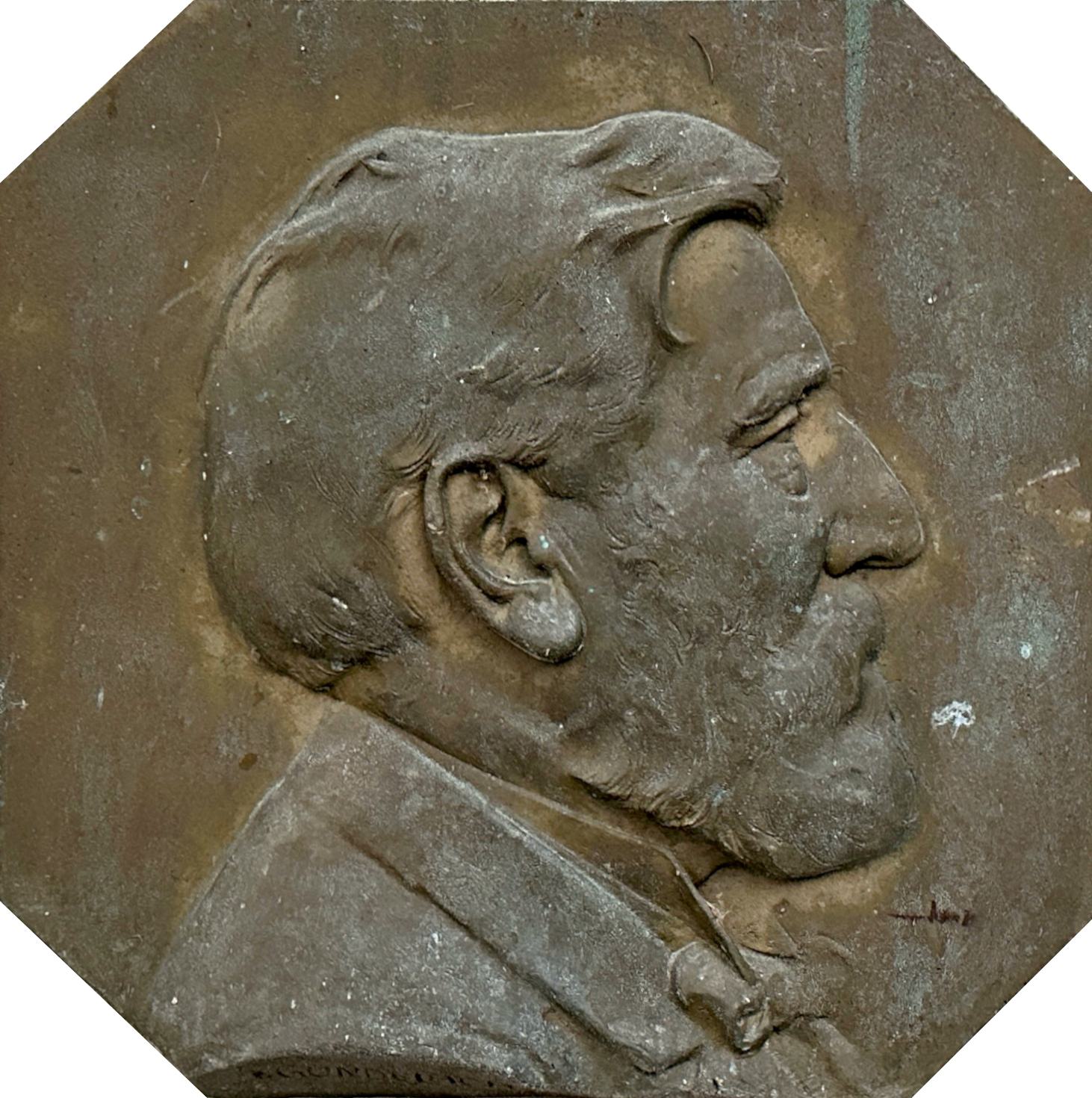
Bronzerelief mit Porträt von Julius Ludowieg (Rudolf Kolbe 1909)

Julius Hermann Ludowieg (* 9. Juli 1830 in Hitzacker; † 12. September 1908 in Waldhausen (Hannover)) war ein deutscher Kommunalpolitiker. Von 1886 bis 1899 war er Bürgermeister der damals selbständigen Stadt Harburg.

## Leben
Julius Ludowieg besuchte Gymnasien in Hannover und Holzminden. Nach dem Abitur studierte er ab 1850 an der Georg-August-Universität Göttingen Rechtswissenschaft und Nationalökonomie. 1851 wurde er im Corps Brunsviga Göttingen recipiert. als Inaktiver wechselte er an die Friedrich-Wilhelms-Universität zu Berlin. Nach den beiden juristischen Staatsprüfungen ließ er sich als Rechtsanwalt in Hannover nieder. 1862 bis 1868 leitete er kommissarisch die Stadtsyndikus- und Bürgermeisterstelle in Einbeck. 1868 wurde er Bürgermeister von Einbeck. 1879 bis 1885 war er als Bürgermeister in Hameln tätig. 1886 wurde er Bürgermeister und 1888 Oberbürgermeister von Harburg. 1892 wurde er in das Preußische Abgeordnetenhaus gewählt. In seiner Amtszeit setzte er sich besonders für den Bau einer Wasserleitung in Harburg ein. Durch das saubere Trinkwasser hatte Harburg bei der Choleraepidemie von 1892 nur wenige Krankheitsfälle zu vermelden. Am 30. September 1899 weihte Julius Ludowieg die Alte Harburger Elbbrücke ein.

## Ehrungen

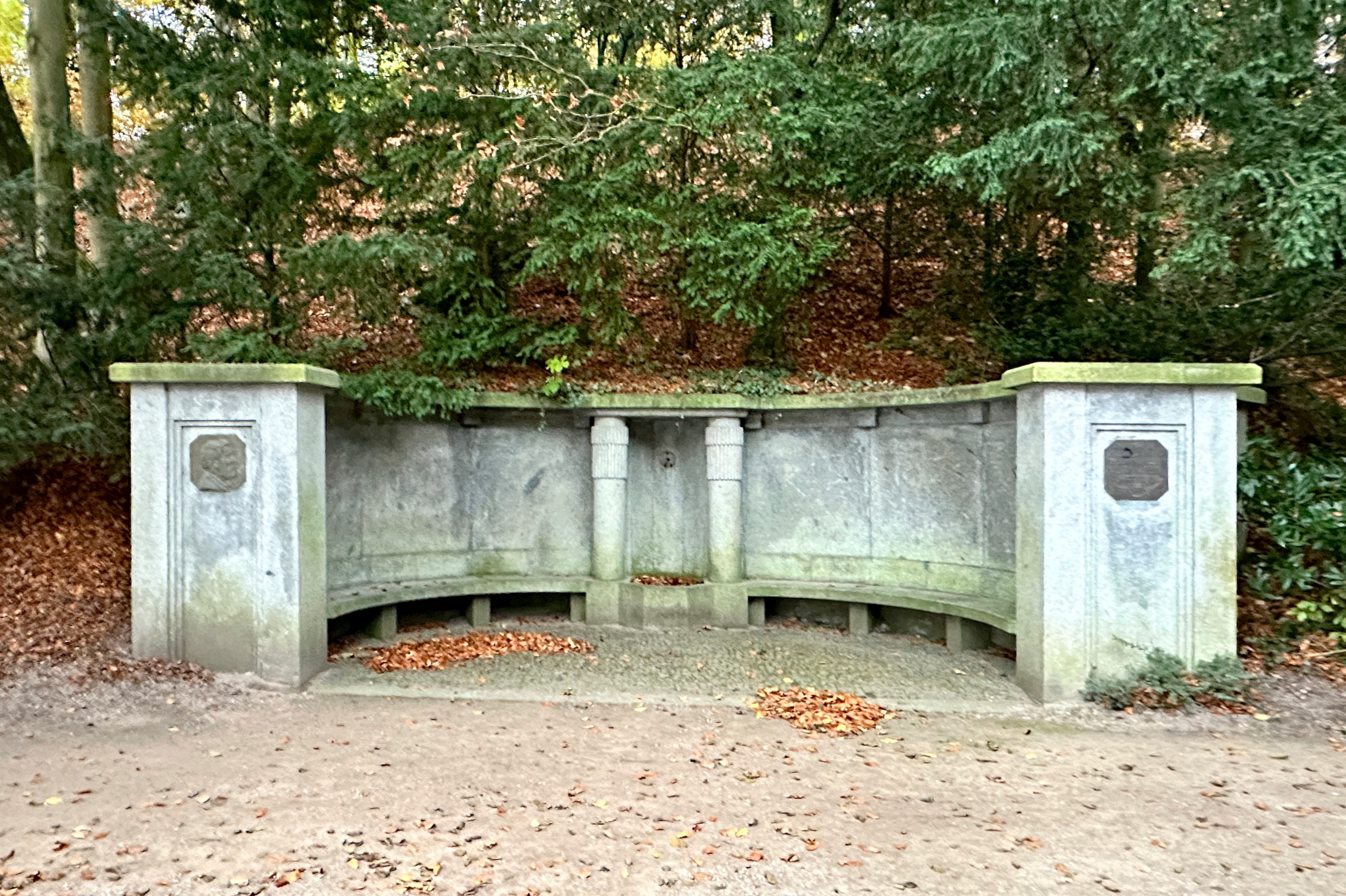
Ludowieg-Brunnen im Harburger Stadtpark

1899 wurde Ludowieg die Ehrenbürgerwürde der Stadt Harburg verliehen, 1950 wurde eine Straße nach ihm benannt. Der 1909 nach Entwurf von Rudolf Kolbe errichtete Ludowieg-Brunnen steht heute im Harburger Stadtpark.